# Ivica Račan
Ivica Račan (Ebersbach-Neugersdorf, 24 de fevereiro de 1944 – Zagreb, 29 de abril de 2007) foi um político croata de esquerda. Foi primeiro-ministro da Croácia de 2000 a 2004, quando liderou uma coalizão de centro-esquerda do governo, em dois mandatos consecutivos.
Račan se tornou o primeiro primeiro-ministro da Croácia a não ser membro da União Democrática Croata (HDZ), ou seja, a coalizão de oposição liderada por seu Partido Social Democrata (SDP) venceu as eleições parlamentares de 2000 e chegou ao poder pela primeira vez desde a independência. Ele era o líder do partido, inicialmente denominado Liga dos Comunistas da Croácia (SKH) de 1990 a 2007.

Antes de se tornar primeiro-ministro, serviu na qualidade de Líder da Oposição em duas ocasiões: em primeiro lugar, desde as primeiras eleições multipartidárias em maio de 1990 até a formação de um governo de unidade nacional sob Franjo Gregurić em julho de 1991; e, em segundo lugar, desde sua derrota nas eleições gerais de 2003 por Ivo Sanader até sua morte em 29 de abril de 2007.